# Couvent des Cordeliers de Mâcon
Le couvent des Cordeliers est un ancien couvent situé place des Cordeliers, à Mâcon, en Saône-et-Loire. Il a été inscrit au titre de monument historique en 1929.